# لیسیوم چینی
لیسیوم چینی (نام علمی: Lycium chinense) نام یک گونه از تیره بادنجانیان است.
این گیاه در طب سنتی چینی برای درمان سینه‌پهلو، سرفه، استفراغ خونی، التهاب، و دیابت استفاده می شود.

### خواص لیسیوم چینی یا گیاه ولف بری
این گیاه چینی دارای میوه های سرخ رنگ بوده و اغلب میوه های آن ( و در گاهی اوقات برگ های آن ) مورد استفاده قرار میگیرند.
این میوه سرشار از آنتی اکسیدان، اسید های آمینه و ویتامین هاست. اخیرا در پس از عمل شیمی درمانی توسط طب سنتی برای بهبود مورد استفاده قرار میگیرد. طبع لیسیوم سرد است و به بهبود کبد، کلیه، ریه ها و دستگاه تنفسی کمک میکند.
همچنین طبق تحقیقات انجام شده، ماده مؤثر در لیسیوم به بهبود بیماری هپاتیت و سیروز کبدی کمک فراوان میکند. همچنین مکملی به همین اسم لیسیوم پلاس در ایران به وجود دارد.